# Нараївська сільська територіальна громада
Нараївська сільська громада — територіальна громада в Україні, в Тернопільському районі Тернопільської области. Адміністративний центр — с. Нараїв.
Площа громади — 218,1 км², населення — 6854 осіб (2020).
Утворена 5 квітня 2019 року шляхом об'єднання Вербівської, Курянівської, Лапшинської, Нараївської, Підвисоцької, Рекшинської та Рогачинської сільських рад Бережанського району.
19 липня 2020 року, в результаті адміністративно-територіальної реформи та ліквідації Бережанського району, увійшла до складу Тернопільського району.

## Населені пункти
У складі громади 18 сіл:
- Вербів
- Волиця
- Гайок
- Гутисько
- Двірці
- Демня
- Дуляби
- Куряни
- Лапшин
- Нараїв
- Павлів
- Писарівка
- Підвисоке
- Поточани
- Рекшин
- Рогачин
- Стриганці
- Шайбівка